# Vierschanzentournee 1957/58
Die 6. Vierschanzentournee 1957/58 fand wieder in ihrer gewohnten Abfolge statt. Dem Auftaktspringen in Oberstdorf am 30. Dezember folgte am Neujahrstag 1958 der Wettbewerb in Garmisch-Partenkirchen. Dann ging es nach Österreich, wo am 5. Januar das Springen in Innsbruck und tags darauf der abschließende Wettbewerb in Bischofshofen folgte. Erstmals waren Springer aus Italien am Start. Schon vor Beginn mussten die Veranstalter zwei Absagen hinnehmen: die Norweger blieben infolge mangelnder Vorbereitung durch die allgemeine Schneeknappheit zuhause, die Finnen wurden von ihrem Verband sogar mit einem Auslandsstartverbot belegt. Aufgrund der im heimischen Lahti im Februar 1958 stattfindenden Nordischen Skiweltmeisterschaften sollten sich die Springer für das Ereignis des Jahres in heimischen Gefilden vorbereiten. Zumindest die Finnen zählten zu den Anwärtern auf den Gesamtsieg, bei den Weltmeisterschaften bestätigten sie kurz darauf ihre Favoritenstellung.

## Nominierte Athleten
| Nation           | Athleten |
| ---------------- | --- |
| BR Deutschland   | Helmut Bleier, Heinrich Zapf, Max Bolkart, Hans Leppert, Helmut Kurz, Ewald Roscher, Arthur Bodenmüller, Klaus Lechler, Leopold Bartenschläger, Georg Thoma, Sepp Kleisl, Toni Brutscher, Sepp Hohenleitner, Hermann Anwander, Willy Gotthold, Hias Winkler, Otto Herz, Helmut Ackermann, Konrad Simmerl, Hans Kiessling, Bernd Drexl, Franz Eder |
| DDR              | Harry Glaß, Werner Lesser, Helmut Recknagel, Manfred Münch, Manfred Brunner, Adolf Baldauf, Hugo Fuchs, Siegmund Pabst, Harald Pfeffer |
| Österreich       | Willi Egger, Walter Habersatter, Rudi Schweinberger, Otto Leodolter, Alois Leodolter, Walter Steinegger, Ferdl Kerber, Albin Plank, Peter Müller, Ernst Wilhelm, Karl Wilhelm, Ernst Kröll, Fredi Schirmer, Klaus Fichtner, Anton Wieser, Waldemar Heigenhauser, Ferdl Wallner, Andreas Krallinger                                                |
| Italien          | Nilo Zandanel, Luigi Pennacchio |
| Jugoslawien      | Jože Zidar, Mato Krznarič, Jože Langus |
| Kanada           | Jacques Charland, Claude Dupuis |
| Polen            | Andrzej Gąsienica Daniel, Władysław Tajner, Józef Huczek |
| Schweden         | Folke Mikaelsson, Erik Styf, Inge Lindqvist, Holger Karlsson |
| Schweiz          | Giovanelli, Francis Perret |
| Sowjetunion      | Nikolai Kamenski, Nikolai Schamow, Boris Nikolajew, Koba Zakadse, Rudolf Nikolajewitsch Bykow, Waleri Kondratjew |
| Tschechoslowakei | Jáchym Bulín, Zdeněk Remsa, František Felix, Jaromír Novlud |

## Oberstdorf
- Datum: 30. Dezember 1957[1]
- Land:  BR Deutschland
- Schanze: Schattenbergschanze

Nach dem Sieg am Holmenkollen im März 1957 zählte Helmut Recknagel nunmehr zum Favoritenkreis, vor allem in Abwesenheit der Finnen. Allerdings verwies beim Auftaktspringen vor 10.000 Zuschauern der Tourneesieger von 1955/56, Nikolai Kamenski, durch seinen Sieg Recknagel auf den zweiten Platz. Die österreichischen Springer unter Trainer Sepp Bradl konnten nach langer Durststrecke wieder einen Podiumsplatz erringen und kamen mit 3 Athleten unter die ersten Zehn.
| Pos. | Springer           | Land             | Punkte |
| ---- | ------------------ | ---------------- | ------ |
| 01   | Nikolai Kamenski   | Sowjetunion      | 227,5  |
| 02   | Helmut Recknagel   | DDR              | 222,0  |
| 03   | Walter Habersatter | Österreich       | 216,5  |
| 03   | Walter Steinegger  | Österreich       | 216,5  |
| 05   | Werner Lesser      | DDR              | 215,5  |
| 06   | Jáchym Bulín       | Tschechoslowakei | 211,5  |
| 07   | Nikolai Schamow    | Sowjetunion      | 210,5  |
| 08   | Rudolf Bykow       | Sowjetunion      | 210,0  |
| 09   | Otto Leodolter     | Österreich       | 209,5  |
| 10   | Folke Mikaelsson   | Schweden         | 207,0  |

## Garmisch-Partenkirchen
- Datum: 1. Januar 1958[2]
- Land:  BR Deutschland
- Schanze: Große Olympiaschanze

Das Neujahrsspringen in Garmisch vor 40.000 Zuschauern endete mit einer Überraschung. Der Österreicher Willi Egger, 1956 bei Olympia noch in der nordischen Kombination startend, siegte vor Nikolai Schamow und Werner Lesser. Österreich, die Sowjetunion und die deutschen Springer drückten der Konkurrenz immer mehr ihren Stempel auf. Durch einen Sturz im zweiten Durchgang landete Mitfavorit Helmut Recknagel nur auf dem 35. Platz. Damit war mit nunmehr über 25 Punkten Rückstand an einen Gesamtsieg fast nicht mehr zu denken. Den hatten nach 2 Springen vor allem die sowjetischen Springer Kamenski und Schamow vor Augen.
| Zwischenstand nach 2 Springen | Zwischenstand nach 2 Springen | Zwischenstand nach 2 Springen |
| Pos.                          | Springer                      | Punkte                        |
| ----------------------------- | ----------------------------- | ----------------------------- |
| 01.                           | Kamenski                      | 436,8                         |
| 02.                           | Schamow                       | 433,7                         |
| 03.                           | Steinegger                    | 430,9                         |
| 03.                           | Lesser                        | 430,9                         |
| 05.                           | Bykow                         | 418,2                         |
| 06.                           | Bulin                         | 417,4                         |
| 07.                           | Bolkart                       | 415,1                         |
| 08.                           | Leodolter                     | 412,3                         |
| 09.                           | Recknagel                     | 411,1                         |
| 10.                           | Styf                          | 408,4                         |

| Pos. | Springer          | Land             | Punkte |
| ---- | ----------------- | ---------------- | ------ |
| 01   | Willi Egger       | Österreich       | 226,6  |
| 02   | Nikolai Schamow   | Sowjetunion      | 223,2  |
| 03   | Werner Lesser     | DDR              | 215,4  |
| 04   | Walter Steinegger | Österreich       | 214,4  |
| 05   | Boris Nikolajew   | Sowjetunion      | 211,8  |
| 06   | Max Bolkart       | BR Deutschland   | 210,1  |
| 07   | Nikolai Kamenski  | Sowjetunion      | 209,3  |
| 08   | Rudolf Bykow      | Sowjetunion      | 208,2  |
| 09   | Jáchym Bulín      | Tschechoslowakei | 205,9  |
| 10   | Hugo Fuchs        | DDR              | 205,7  |

## Innsbruck
- Datum: 5. Januar 1958[3]
- Land:  Österreich
- Schanze: Bergiselschanze

In Innsbruck gelang Helmut Recknagel der erste Tagessieg eines deutschen Springers bei der Vierschanzentournee. Mit 10 Punkten Abstand verwies er Nikolai Kamenski auf den zweiten Platz. Damit schob sich Recknagel, der nach seinem Sturz in Garmisch und einem daraus resultierenden Rückstand auf Kamenski von 25 Punkten schon abgeschrieben war, in der Gesamtwertung von Platz 9 auf Platz 5 vor. Zunächst war aber immer noch Werner Lesser der beste deutsche Springer, belegte er doch mit nur 0,8 Punkten Rückstand auf Nikolai Schamow den dritten Platz in der Gesamtwertung. Wiederum dominierten nur deutsche Springer sowie Springer aus der Sowjetunion und Österreich den Wettbewerb.
| Zwischenstand nach 3 Springen | Zwischenstand nach 3 Springen | Zwischenstand nach 3 Springen |
| Pos.                          | Springer                      | Punkte                        |
| ----------------------------- | ----------------------------- | ----------------------------- |
| 01.                           | Kamenski                      | 653,3                         |
| 02.                           | Schamow                       | 644,7                         |
| 03.                           | Lesser                        | 643,9                         |
| 04.                           | Steinegger                    | 638,3                         |
| 05.                           | Recknagel                     | 637,6                         |
| 06.                           | Bykow                         | 631,2                         |

| Pos. | Springer           | Land           | Punkte |
| ---- | ------------------ | -------------- | ------ |
| 01   | Helmut Recknagel   | DDR            | 226,5  |
| 02   | Nikolai Kamenski   | Sowjetunion    | 216,5  |
| 03   | Walter Habersatter | Österreich     | 216,0  |
| 04   | Otto Leodolter     | Österreich     | 215,5  |
| 05   | Harry Glaß         | DDR            | 215,0  |
| 06   | Max Bolkart        | BR Deutschland | 214,0  |
| 07   | Rudolf Bykow       | Sowjetunion    | 213,0  |
| 07   | Werner Lesser      | DDR            | 213,0  |
| 09   | Nikolai Schamow    | Sowjetunion    | 211,0  |
| 10   | Walter Steinegger  | Österreich     | 207,5  |

## Bischofshofen
- Datum: 6. Januar 1958[4]
- Land:  Österreich
- Schanze: Laideregg-Schanze[5]

Am Dreikönigstag gelang Helmut Recknagel erneut der Tagessieg, diesmal vor seinem Mannschaftskollegen Harry Glaß. Werner Lesser und Manfred Brunner mit den Plätzen 6 und 10 rundeten das starke Abschneiden der Springer aus der DDR ab. Der bis dahin Gesamtführende Nikolai Kamenski, dem Experten schon den zweiten Tourneesieg vorausgesagt hatten, kam auf der kleinen Laideregg-Schanze überhaupt nicht zurecht und belegte nur den 18. Platz. Dies sollte sich am Ende auf die Gesamtwertung noch auswirken.
| Pos. | Springer           | Land           | Punkte |
| ---- | ------------------ | -------------- | ------ |
| 01   | Helmut Recknagel   | DDR            | 227,5  |
| 02   | Harry Glaß         | DDR            | 225,0  |
| 03   | Koba Zakadse       | Sowjetunion    | 219,2  |
| 04   | Otto Leodolter     | Österreich     | 218,8  |
| 05   | Max Bolkart        | BR Deutschland | 215,8  |
| 06   | Nikolai Schamow    | Sowjetunion    | 215,6  |
| 07   | Walter Habersatter | Österreich     | 215,2  |
| 08   | Werner Lesser      | DDR            | 214,1  |
| 09   | Willi Egger        | Österreich     | 213,2  |
| 10   | Manfred Brunner    | DDR            | 212,9  |

## Gesamtstand
Durch eine bis dahin beispiellose Aufholjagd in den letzten beiden Springen gewann Helmut Recknagel am Ende nach einem Sturz im zweiten Springen und zwischenzeitlich 25 Punkten Rückstand auf den Führenden doch noch die Gesamtwertung. Der bis Bischofshofen führende Nikolai Kamenski belegte nach seinem 18. Platz beim letzten Springen letztendlich den Dritten Platz knapp hinter seinem Landsmann Schamow. Auch nur einen Punkt dahinter kam Werner Lesser ein. Die Österreicher konnten einen Tagessieg feiern und platzierten sich mit 3 Springern unter den besten Zehn. Geschmälert wurde der sportliche Wert der Tournee allerdings durch das Fehlen der finnischen und norwegischen Springer. Dies zeigte sich fast 2 Monate später bei der Ski-WM in Lahti, wo Recknagel den Finnen Juhani Kärkinen und Ensio Hyytiä den Vortritt lassen musste.
| Rang | Name               | Nation         | Gesamt- wertung | Oberst- dorf | Garmisch- Partenk.- | Inns- bruck | Bischofs- hofen |
| ---- | ------------------ | -------------- | --------------- | ------------ | ------------------- | ----------- | --------------- |
| 01   | Helmut Recknagel   | DDR            | 865,1           | 222,0 / 02.  | 189,1 / 35.         | 226,5 / 01. | 227,5 / 01.     |
| 02   | Nikolai Schamow    | Sowjetunion    | 860,3           | 210,5 / 07.  | 223,2 / 02.         | 211,0 / 09. | 215,6 / 06.     |
| 03   | Nikolai Kamenski   | Sowjetunion    | 859,2           | 227,5 / 01.  | 217,5 / 03.         | 216,5 / 02. | 197,7 / 18.     |
| 04   | Werner Lesser      | DDR            | 857,2           | 215,5 / 05.  | 215,4 / 03.         | 213,0 / 07. | 214,1 / 08.     |
| 05   | Walter Steinegger  | Österreich     | 848,6           | 216,5 / 03.  | 214,4 / 04.         | 207,5 / 10. | 210,2 / 13.     |
| 06   | Otto Leodolter     | Österreich     | 846,6           | 209,5 / 09.  | 202,8 / 14.         | 215,5 / 04. | 218,8 / 04.     |
| 07   | Max Bolkart        | BR Deutschland | 844,9           | 205,0 / 13.  | 210,1 / 06.         | 214,0 / 06. | 215,8 / 05.     |
| 08   | Rudolf Bykow       | Sowjetunion    | 841,5           | 210,0 / 08.  | 208,2 / 08.         | 213,0 / 07. | 210,3 / 12.     |
| 09   | Walter Habersatter | Österreich     | 831,3           | 216,5 / 03.  | 183,6 / 42.         | 216,0 / 03. | 215,2 / 07.     |
| 10   | Erik Styf          | Schweden       | 816,6           | 205,5 / 12.  | 202,9 / 13.         | 200,0 / 14. | 208,2 / 15.     |